# Bluefield (Virginie)
Cet article possède un paronyme, voir Bluefield.
Bluefield est une municipalité américaine située dans le comté de Tazewell en Virginie. Selon le recensement de 2010, sa population est de 5 444 habitants.

## Géographie
Selon le Bureau du recensement des États-Unis, la municipalité s'étend sur 9,32 milles carrés (24,14 km2).
Située à 756 mètres d'altitude, Bluefield se décrit comme la « plus haute ville de Virginie » (Virginia's Tallest Town). Elle serait la plus haute localité à l'est de Denver.

## Histoire
La localité se développe à partir des années 1860 autour d'un bureau de poste appelé Pin Hook puis Harman. En 1884, Thomas Graham y fonde la ville de Graham sur le tracé du Norfolk and Western Railway. Elle devient une municipalité la même année et élit son premier maire. En 1924, elle adopte son nom actuel, en référence à la ville voisine de Bluefield en Virginie-Occidentale ; ce nom rappelle également la chicorée sauvage bleue et la poa (en anglais : bluegrass) qui poussent dans la région.
La ville compte deux bâtiments inscrits au Registre national des lieux historiques : la maison d'Alexander St. Clair, construite dans un style italianisant vers 1880, ainsi que la maison de Walter McDonald Sanders, bâtie en 1894 dans un style Queen Anne.

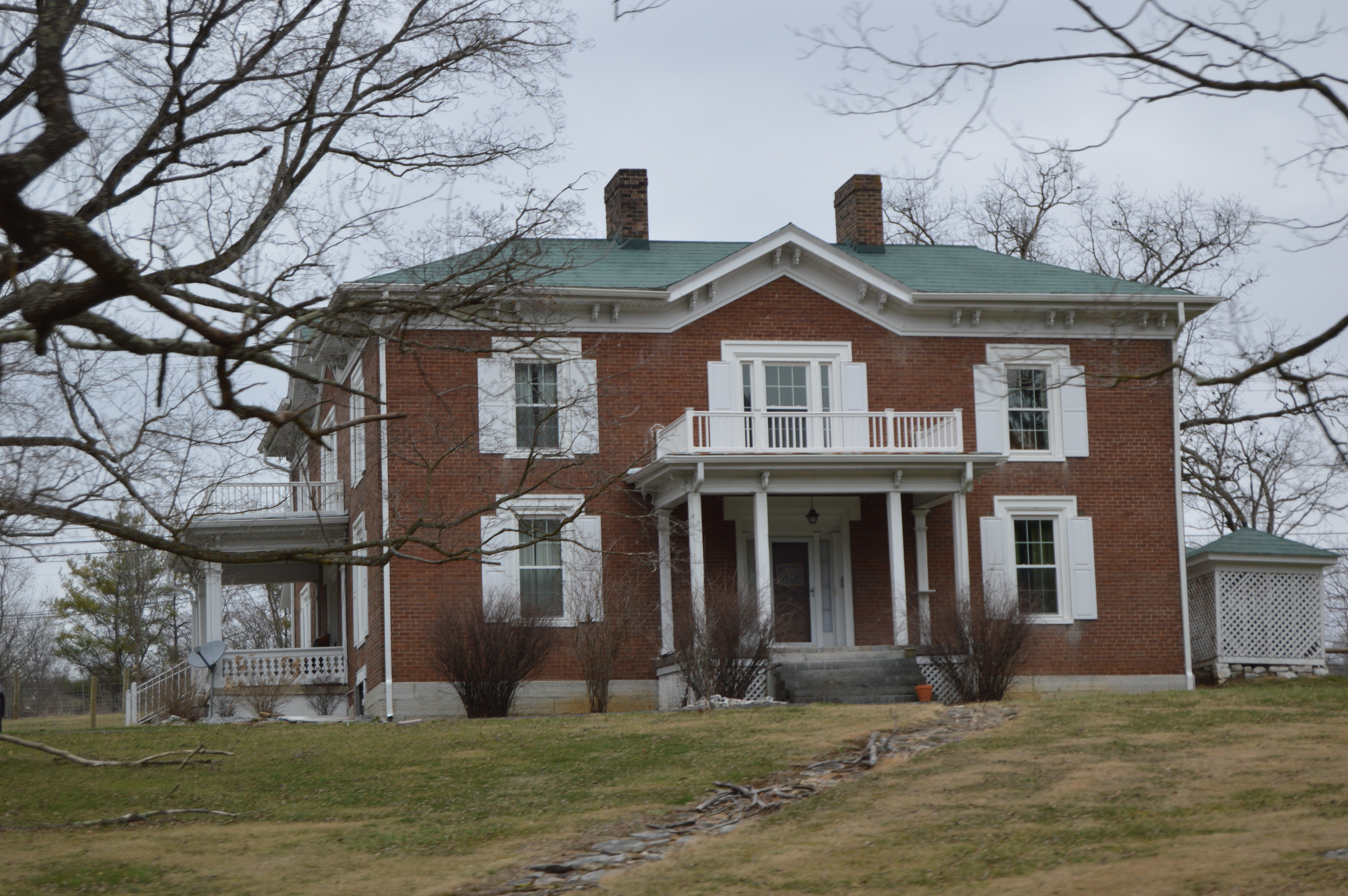
Alexander St. Clair House
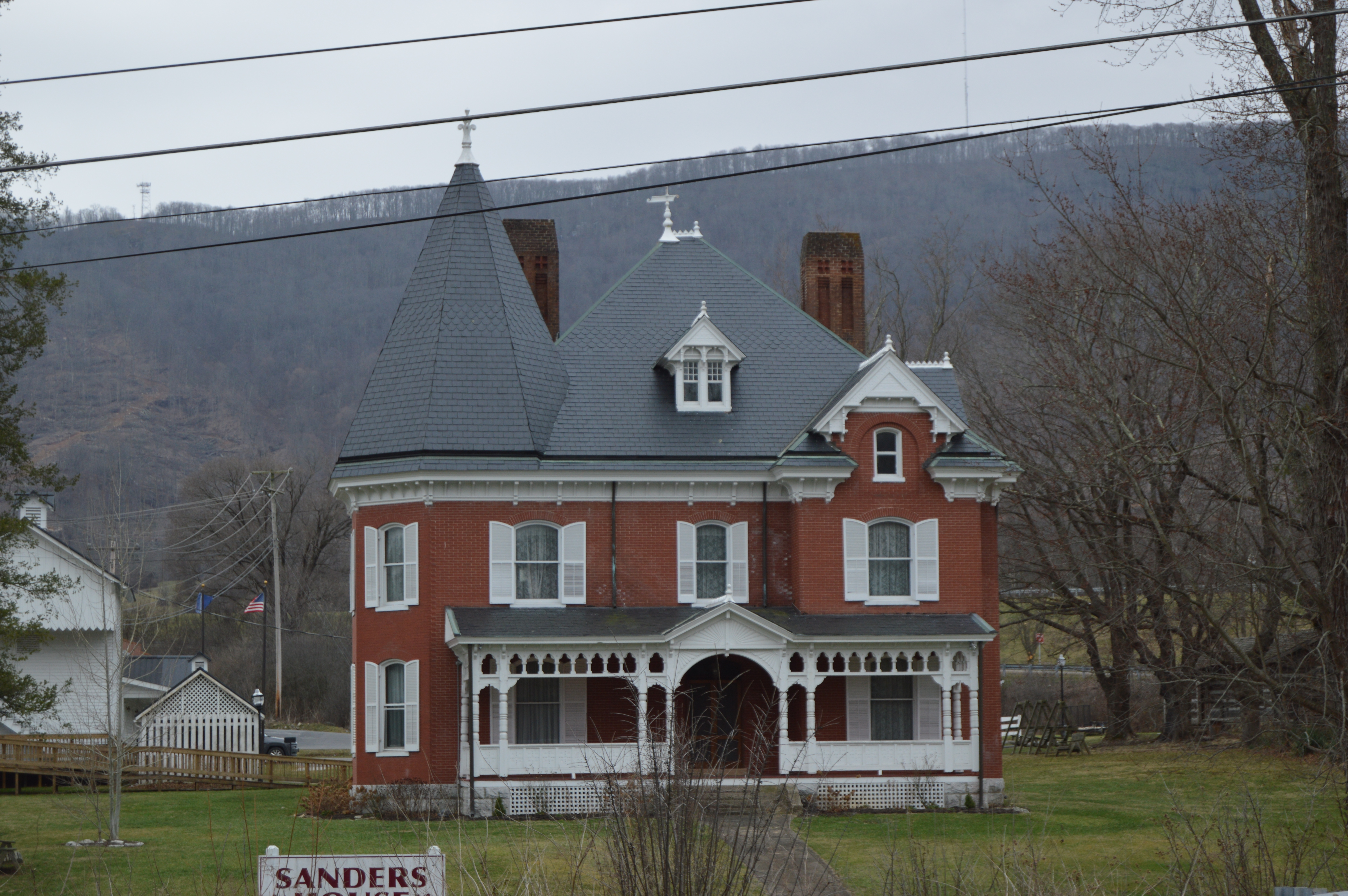
Walter McDonald Sanders House